# Jan Nygren
Jan Nygren (ur. 15 kwietnia 1950 w Trollhättan) – szwedzki polityk, w latach 1994–1996 minister.

## Życiorys
Absolwent szkoły średniej. Działacz organizacji młodzieżowej Unga Örnar i działającej przy Szwedzkiej Socjaldemokratycznej Partii Robotniczej młodzieżówki SSU. Pracował w centrali związkowej Landsorganisationen i Sverige. Od 1978 do 1984 pełnił funkcję przewodniczącego SSU. Później zatrudniony w resorcie obrony i w przedsiębiorstwie mieszkaniowym Riksbyggen, w tym na stanowiskach dyrektorskich. W latach 1987–1988 był sekretarzem stanu w ministerstwie służb cywilnych, następnie do 1991 pełnił tożsamą funkcję w ministerstwie obrony. Od 1994 do 1996 zajmował stanowisko ministra bez teki w trzecim rządzie Ingvara Carlssona. W 1997 został prezesem Riksbyggen, a w 2000 starszym doradcą w koncernie Saab. Później objął funkcję wiceprezesa tej grupy. Został potem przewodniczącym rady dyrektorów przedsiębiorstwa PrimeKey Solutions. W 2015 powołany na prezesa Försvarets materielverk, rządowej agencji resortu obrony odpowiedzialnej za sprawy zaopatrzenia.